# Dobra osobiste

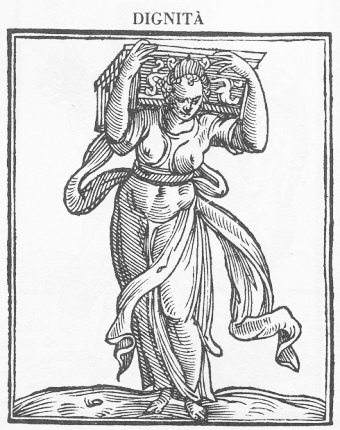
Alegoria godności z dzieła Cesarego Ripy Iconologia.

Dobra osobiste – chronione prawem dobra niemajątkowe przysługujące każdemu człowiekowi (osobie fizycznej), a także osobom prawnym oraz jednostce organizacyjnej nieposiadającej osobowości prawnej, której przepisy odrębne przyznają zdolność prawną. 
Artykuł 23 Kodeksu cywilnego zawiera przykładowe wyliczenie dóbr osobistych, wskazując, że dobra osobiste człowieka, jak w szczególności zdrowie, wolność, cześć, swoboda sumienia, nazwisko lub pseudonim, wizerunek, tajemnica korespondencji, nietykalność mieszkania, twórczość naukowa, artystyczna, wynalazcza i racjonalizatorska, pozostają pod ochroną prawa cywilnego niezależnie od ochrony przewidzianej w innych przepisach. W katalogu dóbr osobistych z art. 23 k.c. brakuje np. prywatności, chociaż prywatność urasta do roli jednego z najważniejszych dóbr osobistych człowieka i jest jednym z dóbr, na którym ochrona jest opierana najczęściej. Jednak w chwili przyjęcia Kodeksu cywilnego polska doktryna nie wyodrębniała jeszcze powszechnie prywatności, której objęcie ochroną zostało po raz pierwszy zadeklarowane przez krajowe orzecznictwo w 1984 r. Elementem prywatności są dane osobowe, które nie są samoistnym dobrem.

## Dobra osobiste osób fizycznych
Prawo cywilne zalicza do dóbr osobistych człowieka m.in.
- zdrowie, w tym zdrowie psychiczne[3]
- wolność,
- cześć (godność i dobre imię),
- swobodę sumienia,
- nazwisko lub pseudonim,
- wizerunek,
- tajemnicę korespondencji,
- nietykalność mieszkania,
- twórczość naukową, artystyczną, wynalazczą i racjonalizatorską.
- prawo do prywatności,
- prawo do spokoju psychicznego,
- prawo do kultu osoby zmarłej[4].

## Dobra osobiste osób prawnych
Dobra osobiste osób prawnych i jednostek organizacyjnych, o których mowa w art. 331 k.c., mają niemajątkowy i niezbywalny charakter. Można przykładowo wyróżnić następujące typy dóbr osobistych przysługujących osobom prawnym:
- dobra sława (dobre imię, dobra reputacja) – odpowiednik dobrej czci osoby fizycznej
- nazwa – indywidualizuje osobę prawną
- nietykalność pomieszczeń
- tajemnica korespondencji
- sfera prywatności.